# Auvilliers
Auvilliers ist eine französische Gemeinde mit 103 Einwohnern (Stand 1. Januar 2022) im Département Seine-Maritime in der Region Normandie. Sie gehört zum Arrondissement Dieppe und zum Kanton Neufchâtel-en-Bray. Die Bewohner werden Auvillierais und Auvillieraises genannt.

## Geographie
Auvilliers liegt östlich des Zentrums des Départements, etwa 40 Kilometer südöstlich von Dieppe in der Landschaft Entre-Bray-et-Picardie.
Umgeben wird Auvilliers von den fünf Nachbargemeinden:
| Sainte-Beuve-en-Rivière |                                             | Le Caule-Sainte-Beuve |
| Mortemer                | Kompassrose, die auf Nachbargemeinden zeigt |                       |
| Graval                  | Flamets-Frétils                             |                       |

## Bevölkerungsentwicklung
| Jahr      | 1962 | 1968 | 1975 | 1982 | 1990 | 1999 | 2007 | 2014 |
| Einwohner | 143  | 128  | 124  | 118  | 105  | 107  | 92   | 119  |

## Sehenswürdigkeiten
- Das Schloss Auvilliersaus dem 17. Jahrhundert wurde zu Beginn des 20. Jahrhunderts restauriert und umgebaut, insbesondere durch die Entfernung zweier sechseckiger Ecktürme. Sein Eingangsportal aus dem 16. Jahrhundert ist seit 1933 als Monument historique eingeschrieben.
- Die Kirche Saint-Jean-Baptiste befindet sich in der Nähe des Eingangsportals des Schlosses. Die 1119 erwähnte Kirche gehörte zum Kloster Mortemer. Das heutige Gebäude stammt aus dem 18. Jahrhundert. Im Inneren sind Reste einer Bemalung, ein Anbetungskreuz, Fugenmalerei und eine Litre funéraire aus dem 13. Jahrhundert, ein mit einem Adler verziertes Pult aus dem 18. Jahrhundert und Chorgestühl aus der gleichen Zeit zu sehen. Bedeutende neugotische Ausstattungen sind Hochaltar und Altarretabel. Nachdem die Kirche während der Französischen Revolution beschädigt worden war, wurde sie im Zweiten Kaiserreich restauriert. Einige Elemente des Glockenturms stammen aus dem 12. Jahrhundert. Dieser Zeitraum wird durch das Vorhandensein von Fresken belegt, die bei der Restaurierung des Gebäudes zu Beginn des 21. Jahrhunderts ausgegraben wurden. Bei dieser Gelegenheit erhielt das Kirchenschiff seine ursprüngliche Dacheindeckung mit Flachziegeln zurück und der Glockenturm behielt eine Eindeckung mit Schiefer aus dem Anjou.